# Sun-Hwa Kwon
Pour les articles homonymes, voir Kwon (homonymie).
Sun-Hwa Kwon (née Paik) est un personnage fictif du feuilleton télévisé Lost : Les Disparus. Il est interprété par l'actrice Kim Yoon-jin.
Sun est une coréenne mariée à Jin. Elle a épousé Jin par amour et elle l'aime toujours profondément. Cependant, la soumission dans laquelle son mari la maintient lui pèse énormément. Elle décide donc d'apprendre l'anglais en secret pour tenter de lui échapper. C'est dans ce contexte qu'a lieu le crash qui les mène sur l'île. Petit à petit, devant les événements auxquels ils vont être confrontés, leur relation va changer et Sun sera bientôt traitée d'égal à égal par son mari.

## Biographie fictive

### Avant le crash
Sun-Hwa Kwon est née en Corée du Sud dans une famille très puissante. Elle étudie l'histoire de l'art à l'université de Séoul et en sort sans fiancé. Sa mère lui trouve alors un éventuel prétendant, Jae Lee, le fils d'un grand propriétaire d'hôtels de luxe. Sun tombe sous son charme jusqu'à ce qu'il révèle vouloir se marier avec une Américaine. Sun quitte sa table très triste et se heurte à Jin. Plus tard, lorsque Sun a des doutes quant à l'approbation de son père, elle est surprise lorsque Jin lui remet une bague de fiançailles. Ils se marient en Corée et reçoivent les vœux de Jacob lors de la réception. Peu de temps après le mariage, Sun est approchée par une femme prétendant être la mère de Jin et qui la menace de révéler qu'il est le fils d'un pêcheur et d'une prostituée si elle ne lui donne pas 100 000 $. Sun demande de l'argent à son père mais lorsqu'elle ne lui donne aucune raison, M. Paik présume que c'est pour Jin et lui assigne un emploi d’« homme de main » pour payer sa dette. 
Au fil du temps, Jin s'éloigne de Sun, et elle prévoit de s'évader de son couple en perdition. Elle commence à prendre des leçons d'anglais avec Jae Lee, dont les propres plans n'ont pas fonctionné. Après de nombreuses leçons, la relation entre Sun et Jae Lee se développe en liaison. Ils sont finalement trouvés dans le même lit par M. Paik et leur liaison se termine. Sun et Jin essayent de concevoir un enfant, mais après avoir consulté un médecin spécialisé dans la fertilité, Sun est informée que Jin est stérile mais le médecin annonce le contraire à Jin par peur de lui. Plus tard, Sun apprend la mort de Jae Lee et assiste à ses funérailles. Elle demande à son père s'il va informer Jin de leur liaison mais il lui répond que ce n'est pas son rôle. 
À l'aéroport, dans le cadre d'un voyage d'affaires en direction de Los Angeles avec Jin, Sun prévoit de le quitter et de changer d'identité, une voiture l'attendant à l'extérieur de l'aéroport de Sydney. Cependant, un moment de tendresse avec Jin la fait changer d'avis et elle embarque aux côtés de son mari sur le vol Oceanic 815.

### Après le crash
Après le crash, Sun reste sous le contrôle forcé de son mari et le couple ne s'intègre pas avec les autres survivants. Sun doit faire semblant de ne pas les comprendre car Jin ignore qu'elle parle anglais. Mais quand son mari est attaché pour avoir battu Michael (qui possédait la montre qu'il devait donner à Los Angeles à l'associé du père de Sun), cette dernière avoue à Michael qu'elle parle anglais et lui explique les raisons pour lesquelles Jin l'a attaqué et Michael le libère. Plus tard, Sun s'installe dans les grottes avec son mari dans lesquelles elle aide Jack lorsqu'il est coincé par des roches et aide Shannon grâce à des feuilles d'eucalyptus lorsqu'elle fait une crise d'asthme. Sun commence par la suite à cultiver des plantes et crée un jardin dans la jungle. Plus tard, à la suite d'une dispute avec son mari, Michael intervient pour les séparer mais Jin est très remonté contre Michael. Aussi, quand le soir-même le radeau de Michael est brulé, Jin est le coupable idéal. Lynché en public par Michael, Sun ne peut supporter l'humiliation de son mari et lui ordonne d'arrêter dévoilant ainsi à tous qu'elle parle anglais. Jin, devant cette découverte, quitte temporairement son épouse. Lorsque Boone est mortellement blessé, Sun assiste Jack. Quand son mari doit partir à bord du nouveau radeau de Michael, Sun tente de l'empoisonner sous les conseils de Kate pour qu'il ne puisse pas partir. Mais son plan échoue car c'est Michael qui est empoisonné et il se rétablit très rapidement. Le couple se réconcilie peu après, juste avant que Jin ne parte avec Michael, Walt et Sawyer. Sun le regarde partir, inquiète.
Après le départ de Jin, elle découvre grâce à Shannon et Claire une bouteille contenant des messages qui se trouvaient à bord du radeau. En l'enterrant, elle perd son alliance mais la retrouve quand elle conduit Kate à la bouteille. Elle retrouve quelques jours plus tard son mari. Tous deux se traitent désormais en égaux et Sun devient indépendante. Elle veille sur Sawyer lorsqu'il est blessé, continue d'entretenir son jardin, fait la lessive, aide son mari à la pêche. Plus tard, elle est agressée par un inconnu dans son jardin qui s'avère être Charlie mais elle pense comme tous les survivants à une attaque des « Autres » (Sawyer a commandité cette attaque pour avoir accès aux armes en effrayant les survivants). Sun découvre par la suite qu'elle est enceinte et avoue à son mari que c'est lui qui est stérile mais ne lui avoue pas sa liaison avec Jae Lee. Lorsque Sayid demande à Jin de l'aider à naviguer le bateau de Desmond pour se rendre au village des « Autres », Sun décide de venir avec eux.
À la suite d'une attaque du bateau par les « Autres », elle tue l'une d'entre eux, Colleen, et réussit à leur échapper. À leur retour sur la plage, Sun aide Jin à apprendre l'anglais, elle aide Claire à préparer un piège pour attraper des oiseaux, et elle enquête sur la mort de Nikki et Paulo avec Sawyer, Charlie, Hurley et Desmond. Lorsque Sawyer réalise de bonnes actions envers le groupe pour se faire pardonner de ses mauvaises, Sun reste sceptique. Quand Juliet arrive au campement, Sun ne lui accorde aucune confiance, mais Juliet gagne quelque peu son amitié en devenant sa gynécologue. Cette dernière lui apprend que toutes les femmes qui tombent enceintes sur l'ile décèdent au deuxième trimestre, Sun est choquée mais ne dit rien à son mari. À la suite de ce rendez-vous secret, Sun défend Juliet lorsque Sayid annonce qu'il ne faut pas lui faire confiance jusqu'à ce que Sawyer fasse écouter la cassette que Juliet a laissé pour Ben. Plus tard, elle quitte la plage avec les autres survivants pour la tour radio mais son mari reste avec Bernard et Sayid pour tendre aux « Autres » une embuscade. 
Après avoir contacté le cargo à la tour radio, elle se joint au groupe de Jack et retourne sur la plage. Cependant, elle suspecte l'équipage du cargo d'avoir de mauvaises intentions et décide de rejoindre Locke accompagnée de Jin. Juliet l'en empêche en avouant à son mari que Sun a eu une liaison. Plus tard, quand Jack a l'appendicite, Sun part trouver du matériel à la station médicale avec son mari, Daniel et Charlotte. Le lendemain Sun embarque avec son mari et quelques autres survivants sur le Zodiac et se voit confier Aaron. Elle rejoint l'hélicoptère avec ce dernier alors que son mari est encore sur le bateau. L'hélicoptère décolle et le navire, piégé avec des explosifs, explose. Sun hurle de désespoir et demande à Jack d'aller sauver Jin qui doit être dans l'eau mais Jack refuse. L'île disparaît avec le navire et l'hélicoptère tombe à l'eau. Sun, Jack, Sayid, Aaron, Frank, Desmond, Kate et Hurley sont sauvés par le bateau de Penny.

### Après l'ile
Une semaine plus tard, Sun fait partie des « six de l'Oceanic », les six survivants du vol Oceanic 815 connus du public. De retour en Corée du Sud, Sun achète des actions de l'entreprise de son père grâce à l'argent de dédommagement qu'elle a reçu d'Oceanic. Elle annonce ensuite à son père qu'elle le considère comme étant l'un des deux responsables de sa mort. Quelques mois plus tard, Sun donne naissance à une petite fille qu'elle nomme Ji Yeon, comme Jin le souhaitait. 
Quelques années plus tard, Sun se rend à Londres afin de rencontrer Charles Widmore. Elle lui dit qu'ils ont des « intérêts communs » et lui délivre sa carte de visite en lui demandant de l'appeler lorsqu'il sera prêt à discuter. Lorsque Sun voyage à Los Angeles, elle rencontre à nouveau Charles Widmore qui lui demande ce qu'elle croit avoir en commun. Sun l'informe alors qu'ils souhaitent tous les deux la mort de Benjamin Linus. Toujours à Los Angeles, Kate décide de traquer l'avocat chargé d'une affaire à son encontre et demande à Sun de s'occuper d'Aaron. Sun reçoit l'instant d'après un paquet contenant une arme cachée sous des chocolats. Sun arrive avec Aaron dans une marina où Kate lui a donné rendez-vous et aperçoit Jack, Kate, Sayid et Ben. Sun quitte sa voiture avec son arme qu'elle braque sur Ben. Ben lui annonce que Jin est toujours vivant et lui donne son anneau de mariage en guise de preuve. Elle suit Ben et Jack jusqu'à « La Lanterne » où Eloise Hawking leur indique comment retourner sur l'île,. Elle embarque alors sur le vol Ajira 316 et atterrit sur l'île de l'Hydre.

### Retour sur l'île
Sun est la seule des « six du vol Oceanic » à atterrir sur l'île, les autres ayant été téléportés en 1977. Lorsque Ben se déplace dans la jungle pour tenter de revenir sur l'île principale, elle le suit et est à son tour suivie par Lapidus. Sun frappe Ben avec une pagaie quand ils atteignent des canots et elle se rend sur l'île principale avec Lapidus. Aux baraquements, ils ne trouvent que Christian Shephard. Lorsque Sun lui demande où est Jin, Christian lui apprend qu'il est sur l'île, mais en 1977.
Après avoir rencontré le soi-disant John Locke ressuscité, elle le suit au camp des « Autres ». L'homme se présentant comme Locke lui dit que s'il y a un moyen de retrouver son mari, il le trouvera. Lorsque Sun n'est pas présente, toutefois, il dit à Ben que son objectif principal n'est pas de réunir Sun et Jin. À la statue de Taouret, Sun est présente lorsque Ilana Verdansky montre le corps du vrai John Locke, révélant ainsi que l'autre est un imposteur.
Après le départ du faux Locke et des « Autres » au temple, Sun, Ilana, Ben et Frank enterrent le vrai Locke. Ils se rendent à leur tour au temple et assistent au massacre des « Autres » qui sont restés au temple par le monstre de fumée. Ils retournent vers la plage après avoir retrouvé Miles. Sur la plage, Hurley, Jack, et Richard arrivent peu de temps après. Alors que Sun est seule dans son jardin, l'homme en noir lui apparaît et insiste pour qu'elle le suivre car il a Jin. Sun s'enfuit mais se cogne sur une branche et tombe inconsciente. Au réveil, elle se rend compte qu'elle ne peut plus parler anglais, Jack lui assure que c'est à cause d'une aphasie temporaire. Le groupe se divise ensuite en deux, avec d'un côté Ben, Miles et Richard qui veulent détruire l'avion Ajira Airways pour empêcher l'homme en noir de s'échapper, et de l'autre Hurley, Jack, Frank et Sun qui se rendent au camp de l'homme en noir pour lui parler. Ces derniers retrouvent ainsi Sawyer, Kate et Claire et se rendent sur l'île de l'Hydre avec un bateau mais Jack saute prétextant qu'ils ne doivent pas quitter l'île. Sur l'île de l'Hydre, Sun retrouve enfin Jin, brisant son aphasie. Ils sont cependant jetés dans des cages par les hommes de Widmore pour « leur propre bien ». La nuit, Jack et l'homme en noir sous sa forme de monstre de fumée les libèrent. Ils tentent ensuite de s'échapper de l'île avec le sous-marin de Widmore sur une idée de l'homme en noir mais une fusillade a lieu avec les hommes de Widmore et l'homme en noir ainsi que Claire sont restés sur le quai tandis que Jack, Kate, Hurley, Sawyer, Frank, Sun, Jin et Sayid partent avec le sous-marin. À l'intérieur du sous-marin, Jack découvre que l'homme en noir a mis du C-4 dans son sac. Sayid s'enfuit avec la bombe dans un geste suicidaire, en essayant de sauver les autres. Lorsque la bombe explose, le sous-marin s'inonde lentement tandis que Sun est coincée contre un mur par des fragments, et Jin tente désespérément de la libérer. Sun supplie Jin de la laisser, mais il insiste pour rester, en lui disant en coréen qu'ils ne seront jamais séparés de nouveau. Ils partagent un dernier baiser passionné avant de se noyer, en se tenant la main.

### Réalité alternative
Dans la réalité alternative, Jin travaille toujours pour la société de M. Paik. Sun l'accompagne lorsqu'il est chargé de livrer une montre et une liasse de billets et ils prennent ainsi le vol 815. À l'aéroport de Los Angeles, Jin ne déclare pas l'argent à la douane car il ne comprend pas l'anglais et l'argent est confisqué. Sun et Jin se rendent ensuite à leur hôtel, dans des chambres séparées, n'étant pas mariés. Le lendemain matin, deux hommes, Martin Keamy et Omar arrivent pour obtenir la montre et l'argent, et font appel à Mikhail Bakunin comme traducteur. Sun et Mikhail vont à la banque pour obtenir l'argent, et Keamy et Omar enferment Jin dans le congélateur du restaurant de Keamy. Lorsque Sayid arrive, il tue Keamy et ses hommes (y compris Omar), et aide Jin à s'échapper. Lorsque Sun et Mikhail arrivent, Jin tue Mikhail, mais Sun est blessée. Sun avoue alors qu'elle est enceinte. Sun est emmenée à l'hôpital et Juliet fait une échographie pour vérifier que le bébé se porte bien. Ils se souviennent alors de leur vie passée sur l'île et ils décident d'appeler leur bébé « Ji Yeon ». Ils sont ensuite réunis avec leurs amis rescapés de l'île dans une église pour aller de l'avant.